# Philippe Mora

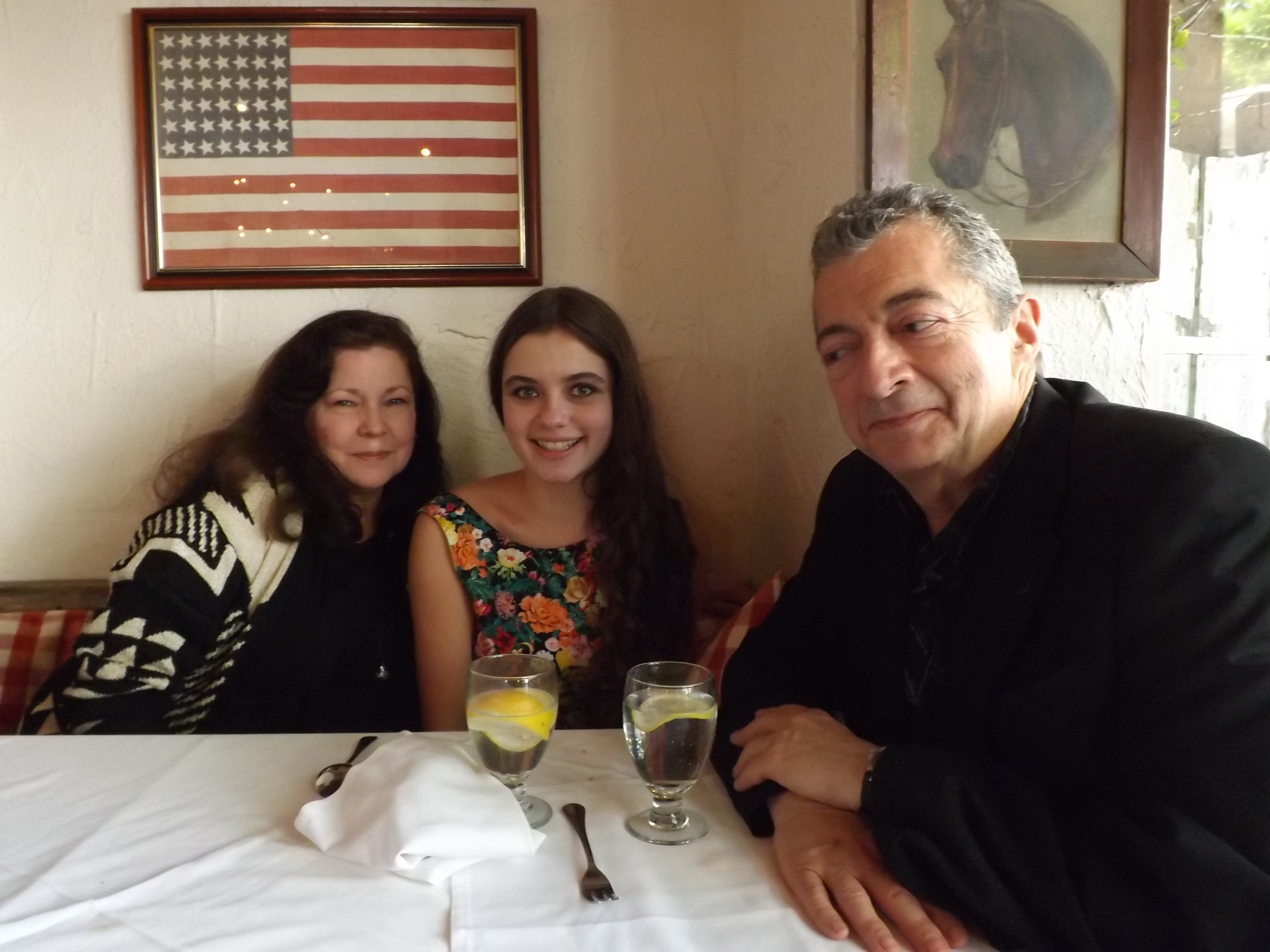
Philippe Mora amb la cantant Bonnie Ferguson i la seva esposa Pamela Mora.

Philippe Mora (París, 1949) és un director i guionista de cinema australià, nascut a França. Després d'uns començaments artístics en Londres, ha desenvolupat una carrera cinematogràfica a cavall entre Austràlia i els Estats Units.

## Biografia
Philippe Mora va néixer en París el 1949 fill de Mirka Mora, pintora, i Georges Mora, membre de la resistència francesa durant la II Guerra Mundial. Després d'una breu estada a Nova York, la família Mora va emigrar a Austràlia en 1951, establint-se en Melbourne. La família Mora va fundar cafeteries i un restaurant i galeria d'art; va estar estretament associada a alguns dels més renomenats artistes i escriptors d'Austràlia, com Charles Blackman, Albert Tucker, John Perceval, 
Sidney Nolan, Joy Hester, John Olsen, Colin Lanceley, Gareth Sansom, Mike Brown, Martin Sharp, Asher Bilu, Ivan Durrant, Barrett Reid, Brian McArdle, Philip Jones, Barry Humphries, Robert Whitaker, Mark Strizic i Nigel Buesst.
Philippe Mora va començar a rodar pel·lícules sent un nen, rodant pel·lícules no professionals com Man in a Film (1966) o Give It Up (1967), filmada a Fitzroy Street, Melbourne. Mora es va traslladar a Londres, on va rodar curtmetratges i va començar a pintar, exposant en la galeria de Clytie Jessop. Mora roda a Londres el seu primer llargmetratge: Trouble in Molopolis (1970).
En 1975 escriu i dirigeix el documental sobre els anys 30 Brother, Can You Spare a Dime?, realitzat a base de fragments de noticiaris i pel·lículws casolanes de l'època. A aquest li seguiria el seu primer llargmetratge de ficció, de producció australiana: Mad Dog Morgan (1976), protagonitzat per Dennis Hopper i Jack Thompson; aquest va ser estrenat en quaranta sales als Estats Units, sent la primera pel·lícula australiana a aconseguir tal difusió; va obtenir el John Ford Award al 29è Festival Internacional de Cinema de Canes en 1976 com a part del segon bicentenari del naixement dels Estats Units; Mora va ser a més nominat per l'Australian Film Institute com a Millor Director ('Best Director') per la pel·lícula.
Després de rodar La bèstia interior, la seva primera pel·lícula americana, el següent projecte de Mora va ser la paròdia The Return of Captain Invincible, protagonitzada per Alan Arkin, Christopher Lee i Kate Fitzpatrick.
Després de A Breed Apart, amb Rutger Hauer i Kathleen Turner, seguirien dues seqüeles de la pel·lícula d'homes llop The Howling de Joe Dante: Howling II: Stirba - Werewolf Bitch, que el reuneix novament amb Christopher Lee, i Howling III. Roda després el drama polític Death of a Soldier, protagonitzat per James Coburn.
La següent pel·lícula de Mora, que suposava el seu retrobament amb el cinema fantàstic, adaptava el llibre èxit de vendes Communion; aquest havia estat escrit pel seu vell amic de Londres en els 60, l'artista i autor Whitley Strieber. Estrenat en 1989, el llargmetratge va ser protagonitzat per Christopher Walken i es basa en les trobades amb aliens que el propi Strieber al·legava haver experimentat.
Els treballs acreditats de Mora com a director, i ocasionalment com a guionista i actor, durant els anys 1990 inclouen: Art Deco Detective (1994); Jaciment lunar (Precious Find, 1996), una versió sci-fi de la història d' El tresor de Sierra Madre, que reunia a dos dels actors de Blade Runner de Ridley Scott: Rutger Hauer i Brion James; i la paròdia del cinema de terror Pterodactyl Woman From Beverly Hills (1997), amb Beverly D'Angelo i Barry Humphries (en tres papers diferents).
Al maig de 2012 tractava de retornar a la direcció amb una pel·lícula d'animació, que barrejaria animació convencional amb stop-motion, a més d'utilitzar 3D.

## Filmografia

### Director
- 1969 – Trouble in Molopolis
- 1973 – Swastika[7][8][9]
- 1975 – Brother, Can You Spare a Dime?
- 1976 – Mad Dog Morgan
- 1982 – La bèstia interior
- 1983 – The Return of Captain Invincible
- 1984 – A Breed Apart
- 1985 – Howling II: Your Sister is a Werewolf
- 1986 – Death of a Soldier
- 1987 – Howling III
- 1989 – Comunió
- 1994 – Art Deco Detective
- 1996 – Jaciment lunar
- 1997 – Pterodactyl Woman from Beverly Hills
- 1997 – Snide and Prejudice
- 1997 – Back in Business
- 1998 – Una segona oportunitat
- 1999 – According to Occam's Razor
- 1999 – Mercenary II: Thick & Thin
- 2001 – Burning Down the House
- 2009 – The Times They Ain't a Changin'
- 2009 – The Gertrude Stein Mystery or Some Like It Art
- 2011 – German Sons
- 2012 – Continuity[10]